# Liste der Biografien/Coly
Liste der Biografien |
Portal Biografien |
Personensuche
# |
A |
B |
C |
D |
E |
F |
G |
H |
I |
J |
K |
L |
M |
N |
O |
P |
Q |
R |
S |
T |
U |
V |
W |
X |
Y |
Z |
?
 
Ca |
Cb |
Cc |
Ce |
Ch |
Ci |
Cj |
Ck |
Cl |
Cm |
Cn |
Co |
Cr |
Cs |
Ct |
Cu |
Cv |
Cw |
Cy |
Cz
 
Coa–Cod |
Coe–Cok |
Col |
Com |
Con |
Coo–Coq |
Cor |
Cos |
Cot |
Cou |
Cov |
Cow |
Cox |
Coy |
Coz
 
Cola |
Colb |
Colc |
Cold |
Cole |
Colf |
Colg |
Colh |
Coli |
Colk |
Coll |
Colm |
Coln |
Colo |
Colp |
Colq |
Cols |
Colt |
Colu |
Colv |
Colw |
Coly |
Colz
Die Liste der Biografien führt alle Personen auf, die in der deutschsprachigen Wikipedia einen Artikel haben. Dieses ist eine Teilliste mit 21 Einträgen von Personen, deren Namen mit den Buchstaben „Coly“ beginnt.

## Coly
- Coly, Fatoumata (* 1984), senegalesische Sprinterin
- Coly, Ferdinand (* 1973), senegalesischer Fußballspieler
- Coly, Lansana (* 1958), senegalesischer Judoka
- Coly, Maixent (1949–2010), senegalesischer Geistlicher, römisch-katholischer Bischof von Ziguinchor
- Coly, Matar (* 1984), senegalesischer Fußballspieler
- Coly, Tim (* 1979), deutscher Rugbyspieler

### Colya
- Colyar, Arthur St. Clair (1818–1907), US-amerikanischer Jurist, Zeitungsherausgeber, Geschäftsmann und Politiker

### Colye
- Colyear Dawkins, Henry (1921–1992), britischer Forstwissenschaftler
- Colyear, Sharon (1955–2024), britische Sprinterin und Hürdenläuferin
- Colyer, Evelyn (1902–1930), britische Tennisspielerin
- Colyer, Jeff (* 1960), US-amerikanischer Politiker
- Colyer, Ken (1928–1988), britischer Jazzkornettist

### Colyn
- Colyn, Bonifacius (1533–1608), Bürgermeister und Schöffe von Aachen
- Colyn, Fetschin († 1472), deutscher Schöffe und Bürgermeister der Freien Reichsstadt Aachen
- Colyn, Fetschin, deutscher Schöffe und Bürgermeister der Freien Reichsstadt Aachen
- Colyn, Jakob († 1381), deutscher Schöffe und Bürgermeister der Freien Reichsstadt Aachen
- Colyn, Jakob († 1370), Schöffe und Bürgermeister der Reichsstadt Aachen
- Colyn, Melchior (1500–1558), deutscher Schöffe und Bürgermeister der Freien Reichsstadt Aachen
- Colyn, Rikolf, deutscher Schöffe und Bürgermeister der Freien Reichsstadt Aachen
- Colyn, Wilhelm, deutscher Schöffe und Bürgermeister der Freien Reichsstadt Aachen
- Colyns, Jean-Baptiste (1834–1902), belgischer Violinist, Musikpädagoge und Komponist